# Район Кіта (Кіото)
Райо́н Кіта́ (яп. 北区, きたく, МФА: [kʲita ku]) — район міста Кіото префектури Кіото в Японії.  Площа становить 94,92 км². Станом на 1 жовтня 2017 року населення складало 118 888  осіб, густота населення — 1250 осіб/км².

## Назва
Кіта — дослівно:  «Північний».

## Історія
- 1 вересня 1955 — виокремлено район Кіта зі складу району Каміґьо.

## Пам'ятки і установи
- Монастир Дайтоку
- Монастир Кінкаку